# Percale

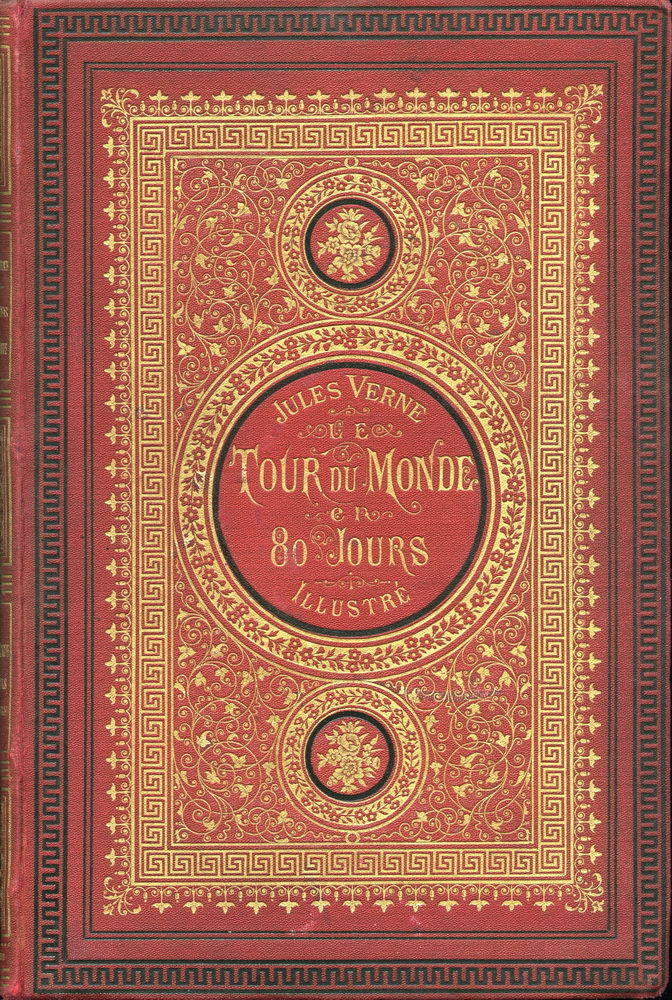
Couverture du Tour du monde en quatre-vingts jours de Jules Verne, des éditions Hetzel, en reliure de percale rouge, avec décor polychrome et gravures d'époque.

La percale est un tissu de coton très fin de qualité supérieure. Elle est très appréciée en literie pour son toucher lisse, soyeux et doux. 

## Origine
La percale est un tissu de coton de qualité supérieure fait de fil fin serré à plat. Elle est appréciée en literie pour son toucher lisse, doux, et sa résistance.
Le terme « percale » décrit la façon dont est tissée la fibre, pas son contenu. La percale de coton n’est donc pas une matière mais une méthode de tissage haut de gamme, notamment utilisée en linge de lit uni ou imprimé. Le linge de lit en percale de coton imprimé ou uni est le tissage le plus répandu.
Ainsi, la percale peut donc être un mélange de coton et d’autres matériaux, ou bien 100 % coton.
Pour justifier l’appellation percale, le tissu doit se composer d’au moins 78 fils/ cm², là où le coton standard et les produits d’entrée de gamme en contiennent généralement 57 fils/ cm².
Le nombre de fils est un indicateur important mais insuffisant. En effet le diamètre et la longueur des fils, la qualité de la fibre, ainsi que le poids de la toile (g/m²), sont d’autres critères.

## Étymologie
Le mot percale serait à l'origine un terme de l'anglais, modification du terme percallas, venu par l'intermédiaire d'une langue de l'Inde (peut-être le tamoul) et originaire du persan pargāla (morceau, lambeau ; sorte de toile).

## Usages
[réf. nécessaire]
Elle est également utilisée pour la capote de brega, utilisée en tauromachie.